# Petit Pays
Petit Pays è un film del 2020 diretto da Éric Barbier, adattamento cinematografico dell'omonimo romanzo di Gaël Faye.

## Trama
Gabriel, un bambino di 10 anni che vive con il padre francese e la madre ruandese a Bujumbura, Burundi, conduce un'infanzia felice, ma con l'inizio delle tensioni del 1993 in Ruanda, la sua famiglia e la sua innocenza sono minacciate.

## Riconoscimenti
- Festival du film francophone d'Angoulême
  - 2020 - Miglior attrice per Isabelle Kabano

- Premio César
  - 2021 - Candidatura al miglior adattamento per Éric Barbier